# Distrito de Innsbruck
El Distrito de Innsbruck-Land (en alemán, Bezirk Innsbruck Land) es un distrito administrativo (Bezirk) en el estado federado de Tirol, Austria. Incluye la Ciudad estatutaria de Innsbruck, y limita con Baviera (Alemania) al norte, con el Distrito de Schwaz al este, con el Tirol del Sur (Italia) al sur y con el Distrito de Imst al oeste. El centro administrativo del distrito es Innsbruck.

## Geografía
El distrito incluye pare del valle del río Eno, la parte norte del valle tirolés de Wipptal y los valles tributarios del Stubaital, Sellraintal, Gschnitztal, y Wattental, así como la meseta de Seefeld.
La frontera meridional con el paso del Brenero está formada por una línea principal de los Alpes. El distrito está dominado por zonas alpinas, incluyendo las cadenas montañosas de los Alpes de Stubai al sudoeste, los Alpes del Tux en el sudeste, y al norte las montañas Wetterstein y Karwendel.

## Divisiones administrativas (población año 2018)

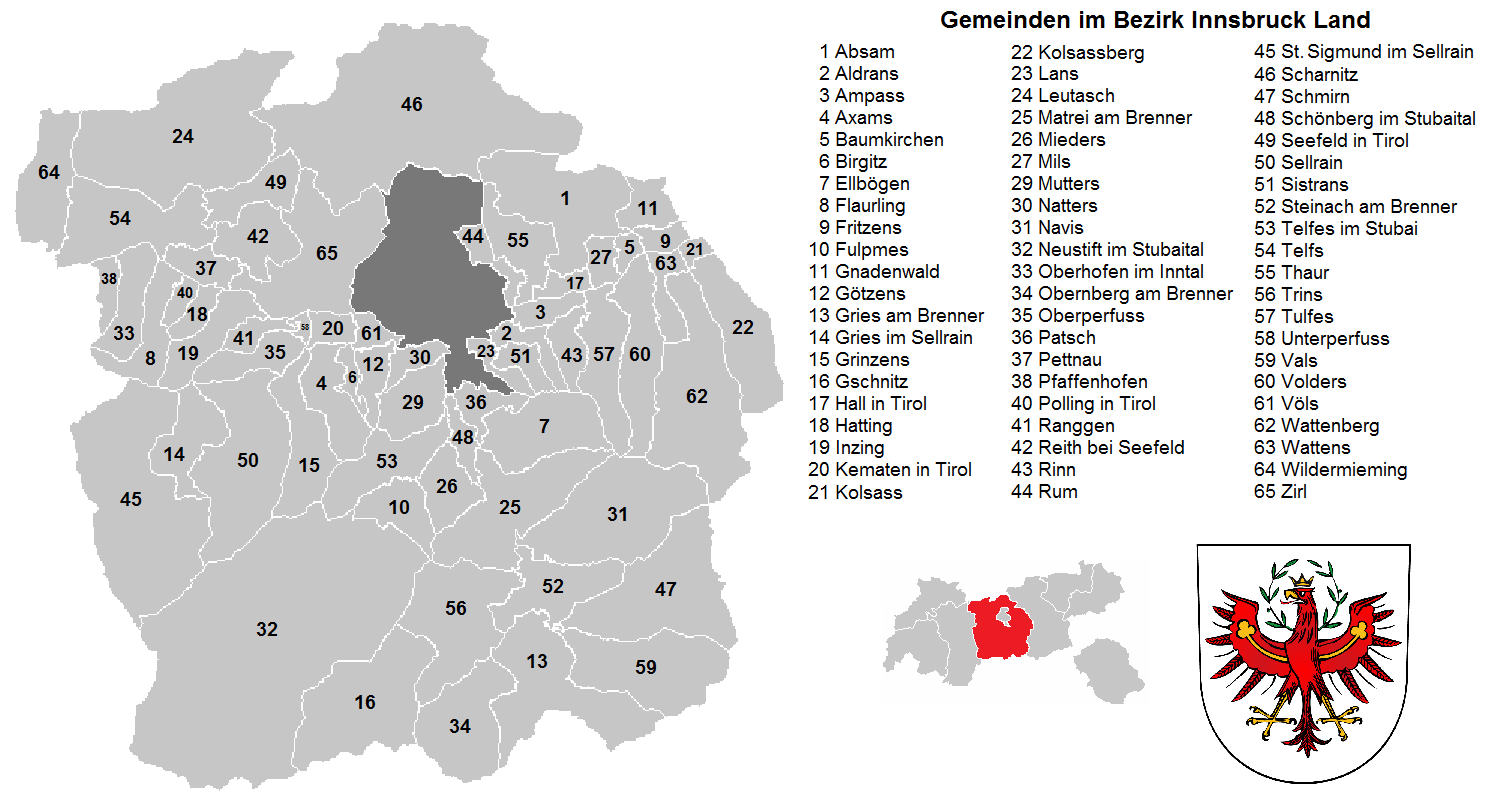
Municipios del Distrito

- Datos: Q699582
- Multimedia: Bezirk Innsbruck-Land / Q699582